# Pycnogonum rickettsi
Pycnogonum rickettsi är en havsspindelart som beskrevs av Schmitt, W.L. 1934. Pycnogonum rickettsi ingår i släktet Pycnogonum och familjen Pycnogonidae. Inga underarter finns listade i Catalogue of Life.